# شبیه سازی منطقی
شبیه‌ سازی منطقی استفاده از  شبیه‌سازی کامپیوتری برای پیش‌بینی رفتار مدارهای دیجیتال و زبان توصیف سخت‌افزار است.
شبیه سازی را می توان در درجات مختلف انتزاع فیزیکی مانند سطح ترانزیستور، سطح دروازه، سطح انتقال-ثبات (RTL)، سطح سیستم الکترونیکی (ESL) یا سطح رفتاری انجام داد.

## استفاده در تایید
شبیه سازی منطقی ممکن است به عنوان بخشی از فرایند تایید در طراحی سخت افزار استفاده شود.
شبیه سازی ها این مزیت را دارند که ظاهر و احساس آشنا را برای کاربر فراهم  کنند زیرا از همان زبان و نمادهای مورد استفاده در طراحی ساخته شده اند. با اجازه دادن به کاربر برای تعامل مستقیم با طراحی، شبیه سازی یک راه طبیعی برای طراح است تا  بازخورد در طراحی خود را بدست آورد.

## طول شبیه سازی
سطح تلاش مورد نیاز برای اشکال زدایی و سپس تایید طراحی متناسب با بزرگی طراحی است. به عبارت دیگر، در اوایل زندگی طراحی، اشکالات و رفتارهای نادرست معمولا به سرعت پیدا می شوند. همانطور که طراحی بزرگ می شود، شبیه سازی نیاز به زمان و منابع بیشتری برای اجرا دارد و خطاها به تدریج طولانی تر می شوند. این به ویژه در هنگام شبیه سازی اجزای سیستم های مدرن مشکل ساز است. .

## شبیه سازی رویدادی در مقابل شبیه سازی چرخه ای
شبیه سازی رویداد اجازه می دهد تا طراحی شامل اطلاعات زمان بندی ساده باشد - تاخیر مورد نیاز برای یک سیگنال برای انتقال از یک مکان به مکان دیگر. در طول شبیه سازی، تغییرات سیگنال در قالب رویدادها ردیابی می شود. یک تغییر در یک زمان خاص باعث ایجاد یک رویداد پس از یک تاخیر خاص می شود. رویدادها بر اساس زمانی که رخ می دهند مرتب می شوند و زمانی که تمام رویدادها برای یک زمان خاص اداره می شوند، زمان شبیه سازی شده به زمان رویداد برنامه ریزی شده بعدی پیش می رود. سرعت یک شبیه سازی رویداد بستگی به تعداد رویدادهایی دارد که باید پردازش شوند (مقدار فعالیت در مدل).
در حالی که شبیه سازی رویداد می تواند برخی از بازخوردها را در مورد زمان بندی سیگنال ارائه دهد، جایگزینی برای تجزیه و تحلیل زمان بندی استاتیک نیست.
در شبیه سازی چرخه ای، نمی توان تاخیر را مشخص کرد. یک مدل دقیق چرخه استفاده می شود و هر دروازه در هر چرخه ارزیابی می شود. بنابراین شبیه سازی چرخه با سرعت ثابت اجرا می شود، صرف نظر از فعالیت در مدل. پیاده سازی های بهینه شده ممکن است از فعالیت مدل کم برای سرعت بخشیدن به شبیه سازی با پرش از ارزیابی دروازه هایی که ورودی های انها تغییر نکرده است، استفاده کنند. در مقایسه با شبیه سازی رویداد، شبیه سازی چرخه تمایل به سریع تر، مقیاس بهتر و مناسب تر برای شتاب سخت افزاری / تقلید دارد.